# Szkoła Podstawowa w Łubczu
Szkoła Podstawowa w Łubczu – wiejska placówka oświatowa, działająca od XIX w., zamknięta w 2001 r.

## Historia
Pierwsza wzmianka o jednoklasowej szkole ogólnej w Łubczu pochodzi z roku 1883. Wymieniana jest jako jedna z 38 tego typu szkół w powiecie tomaszowskim i jedna z 3 w ówczesnej gminie Jarczów. W okresie międzywojennym funkcjonowała jako 7-klasowa szkoła powszechna.
Drewniany budynek szkoły pochodzący z 1924 roku został zaprojektowany przez przedwojennego architekta Zdzisława Mączeńskiego, który prowadził prace w Wydziale Budownictwa Szkolnego Ministerstwa Wyznań Religijnych i Oświecenia Publicznego w Warszawie zmierzające do rozbudowy sieci szkolnej. Architekt opracował typowy projekt taniego i funkcjonalnego budynku szkolnego, który pozwolił to na realizację budowy setek placówek tego typu rocznie.
Był to budynek w stylu dworkowym, konstrukcji zrębowej, parterowy z czterema wystawkami w poddaszu. Szkoła jako jeden z nielicznych budynków w Łubczu ocalał z pożarów wsi podczas pacyfikacji wsi przez UPA w 1944 roku prawdopodobnie dlatego, że widniał na niej napis języku polskim i ukraińskim. Tuż po wojnie w budynku zamieszkały rodziny mieszkańców wsi, a potem nauczyciele Adolf i Irena Korzeniowscy.
Rejon szkoły obejmował uczniów z Łubcza, Szlatyna, Kolonii Podlodowskiej i Wierszczycy. Przy szkole działały 2 drużyny harcerskie. W okresie PRL od lat 60. do końca lat 80. nauczanie religii odbywało się oddzielnym w punkcie katechetycznym zorganizowanym przez parafię.
W 1982 r. ze względu na zły stan techniczny zdecydowano o budowie nowej szkoły, a nauczanie przeniesiono do nowo wybudowanej świetlicy w Łubczu. Starą drewnianą szkołę skreślono z listy zabytków i rozebrano pod koniec lat 80. XX w.

## Nowa szkoła
W 1991 roku na starej działce szkolnej oddano do użytku dwupiętrowy budynek według projektu architekta Czesława Kostykiewicza, wychowanka szkoły w Łubczu.
Nowy budynek dysponował 6 salami lekcyjnymi, salą widowiskowo-sportową, biblioteką, kuchnią i stołówką, pracownią komputerową. W poddaszu znajduje się 5 mieszkań przeznaczonych dla nauczycieli. Na fasadzie budynku umieszczono płaskorzeźbę orła w koronie autorstwa grafika Ryszarda Bednarza, wieloletniego dyrektora szkoły. Na działce szkolnej o pow. ok. 1,2 ha znajduje się boisko sportowe i tzw. Gaik.

## Znani uczniowie
- Joanna Rachańska (1918-2001) – śpiewaczka ludowa
- prof. dr hab. Janusz (Jan) Kazimierz Nagórny (1950-2006) – profesor teologii moralnej, katolicki prezbiter
- mgr inż. Czesław Kostykiewicz – architekt